# Síndrome da poeira orgânica tóxica
A síndrome da poeira tóxica é uma potencial severasíndrome gripal originalmente descrita em fazendeiros, agricultores de cogumelos, criadores de aves e outras pessoas com exposição ocupacional a poeira.

## Sintomas
Os sintomas surgem de 4 a 12 horas após a exposição a poeira orgânica e duram geralmente de um a cinco dias. Os sintomas mais comuns incluem febre acima de 38°C, calafrios, mialgia, e mal-estar. Os sintomas respiratórios mais comuns são dispneia e tosse enquanto chiados são menos frequentes. Cefaleia, rinite, conjuntivite e ceratite também podem estar presentes e irritação de pele podem ocorrer naqueles que manipulam grãos.
A função respiratória pode piorar a ponto de ocorrer hipoxia, e os danos nas vias aéreas podem levar a um edema pulmonar não cardiogênico um a três dias após a exposição.
Pesquisas laboratoriais podem mostrar um aumento na contagem de  glóbulos brancos (especialmente neutrófilos), enquanto a radiografia se apresenta normal ou mostra um aumento minimo de infiltração intersticial  .

## Causas
Uma reação inflamatória nas vias aéreas e alvéolos, acredita-se que o mecanismo da síndrome da poeira tóxica seja de origem tóxica e não autoimune. As vias aéreas são expostas a altas concentrações de poeira orgânica criadas por algum processo ou interferência mecânica. Eles podem ser materiais como fragmentos de grãos, pedaços de insetos, bactérias, esporos de fungos, resíduos químicos ou mofo, partículas individuais com o tamanho de 0.1 a 50 µm. O cenário mais comum é o de exposição a grãos mofados, lascas de madeira e feno, fazendeiros e criadores de porcos são as profissões afetadas pela síndrome mais comuns. Aqueles que trabalham com cogumelos, grãos e aves reportam sintomas frequentemente.

## Diagnostico
O diagnostico é primeiramente realizado através da inspeção das vias aéreas e mucosa oral em busca de tumorações ou edemas. Qualquer inspeção nos pulmões permanece inaparente no entanto.

## Tratamento
A doença é geralmente autolimitante. O gerenciamento no todo é preventivo, como exposição limitada em ambientes mofados com ventilação ou uso de equipamentos de proteção respiratória como mascaras faciais.

## Historia
A síndrome da poeira orgânica tóxica foi considerada uma síndrome clinica distinta em 1980. Anteriormente, casos foram reportados e receberam vários nomes como micotoxicose pulmonar, síndrome do descarregador de silo, febre dos grãos, febre toxica, febre da umidade,  febre do moinho, alveolite tóxica ou alveolite alergica. Em 1994, o Instituto Nacional de Saúde e Segurança Ocupacional (National Institute for Occupational Safety and Health) publicou relatos de caso e evidenciando a urgência no estudo da síndrome.
A pesquisa e a coleta de dados no setor agrícola são difíceis, pois muitos trabalhadores são casuais.